# نشانه هومانس
نشانه هومانس (انگلیسی: Homans sign) که در برخی منابع فارسی بدان نشانهٔ هومان هم گفته شده، نشانه‌ای پزشکی است در بیماران مبتلا به ترومبوز سیاهرگی عمقی ساق پا دیده می‌شود. این نشانه را نخستین بار جان هومانس در ۱۹۴۱ و به‌صورت «احساس ناراحتی در پشت زانو هنگام خم کردن فشاری ساق پا به عقب» توصیف کرد. پس از گزارش نمونه‌های فراوانی از نشانه مثبت کاذب هومانس، جان هومانس آن را در سال ۱۹۴۴ بازتعریف کرد و بیان نمود که «احساس ناراحتی نباید در این علامت لحاظ شود» و افزایش مقاومت در برابر خم‌شدگی، خم شدن غیرارادی زانو یا درد در ساق پا در اثر خم کردن فشاری ساق پا به عقب باید پاسخ‌های مثبت در نظر گرفته شود.
تخمین زده می‌شود که حساسیت ۱۰–۵۴٪ و ویژگی ۳۹–۸۹٪ دارد و بنابراین ارزش تشخیصی ندارد، زیرا علامت مثبت نشان دهنده ترومبوز سیاهرگی عمقی نیست و علامت منفی آن را رد نمی‌کند. با این حال، احتمالاً به دلیل نقش تاریخی آن پیش از روش‌های تشخیصی قابل اعتمادتر کنونی (مانند اندازه‌گیری دی-دایمر یا سونوگرافی داپلر) و همچنین سهولت ایجاد آن به‌طور گسترده در معاینات بالینی استفاده می‌شود. افزایش دی-دایمر در جمعیت مسن هیچ ارزش پیش‌بینی کننده ای برای تشخیص ترومبوز سیاهرگی عمقی ندارد. علائم و نشانه‌های ترومبوز سیاهرگی عمقی به‌طور کلی حساس یا اختصاصی کافی برای تشخیص ندارد و فقط برای کمک به تعیین احتمال ترومبوز سیاهرگی عمقی (با استفاده از یک روش پیش‌بینی بالینی مانند «امتیاز ولس») مفید هستند.
نگرانی‌هایی وجود دارد که انجام این معاینه ممکن است خطرناک باشد و نباید انجام شود.